# Лукашов, Геннадий Александрович
Геннадий Александрович Лукашов (1924—1943) — подпольщик Великой Отечественной войны, участник антифашистской организации «Молодая гвардия».

## Биография
Родился 1 ноября 1924 года в поселке Первомайка Луганского округа, ныне Краснодонский район Луганской области Украины, в семье шахтера.
В 1931 году учиться пошел в первый класс Первомайской школы № 6, мечтал стать машинистом. По окончании семи классов, подал заявление в Ростовский железнодорожный техникум, но не прошел медицинскую комиссию. Вернулся домой и поступил в восьмой класс вечерней школы, а потом — в школу фабрично-заводского обучения. Практику проходил на шахте № 5, с июня 1941 года работал по специальности на шахте № 1-бис.
В июле 1942 года с приближением линии фронта к Краснодону вместе с другими рабочими шахты Геннадий пытался эвакуироваться на восток страны, но в районе Красного Сулина их путь преградили немецкие войска — он вернулся домой в уже оккупированный Краснодон. Был принят в ряды ВЛКСМ. Входил в группу подпольщиков «Молодой гвардии», освобождавших военнопленных из Первомайской больницы. Принимал участие в других акциях подпольной организации: собирал оружие, сжигал хлебные скирды на полях, помогал освобождать советских военнопленных, распространял листовки.
5 января 1943 года Геннадий Лукашов был арестован. Был подвергнут пыткам и в ночь с 15 на 16 января вместе с товарищами по подполью был расстрелян и сброшен в шурф шахты № 5. Позже похоронен в братской могиле героев на центральной площади города Краснодона.
Посмертно награждён орденом Отечественной войны 1-й степени (1943) и медалью «Партизану Отечественной войны» 1-й степени (1943).